# Curcuma sumatrana
Curcuma sumatrana är en enhjärtbladig växtart som beskrevs av Friedrich Anton Wilhelm Miquel. Curcuma sumatrana ingår i släktet Curcuma och familjen Zingiberaceae. Inga underarter finns listade i Catalogue of Life.